# Daheim in den Bergen – Väter
Väter ist ein deutscher Fernsehfilm von Annette Ernst aus dem Jahr 2020. Es handelt sich um den fünften Teil der Heimatfilmreihe Daheim in den Bergen. Catherine Bode und Theresa Scholze verkörpern die Schwestern Marie und Lisa Huber, Thomas Unger und Matthi Faust das  Brüderpaar Georg und Florian Leitner. Tragende Rollen sind mit Christoph M. Ohrt, Heike Trinker, Judith Toth und Nadja Sabersky besetzt.
Die ARD schrieb zur Erstausstrahlung des Films: „Wie nahe Glück und Trauer beieinander liegen können, erleben die Leitners und Hubers in der Reihe ‚Daheim in den Bergen‘: Fast zeitgleich mit der Geburt eines Babys, das die lange verfeindeten Bergbauern-Clans miteinander verbindet, kommen die Patriarchen ums Leben. Die Darsteller Max Herbrechter und Walter Sittler nehmen in dem Fernsehfilm ‚Väter‘ von der erfolgreichen Alpensaga Abschied. Dafür geben Heike Trinker als Exfrau und Christoph M. Ohrt als Bruder des verunglückten Sebastian Leitner ihren Einstand beim fünften Film der beliebten Reihe.“

## Handlung
Die Schwestern Marie und Lisa Huber sind sich uneinig darüber, dass Marie, die kurz vor der Geburt ihres Kindes steht, Georg immer noch nicht erzählt hat, dass sie sein Kind erwartet. Lisa bemerkt kurz darauf, dass ihr Vater seinen Reisepass zu Hause vergessen hat. Lorenz Huber ist auf dem Weg zum Flughafen. Zusammen mit Sebastian Leitner, mit dem er inzwischen seine alte Freundschaft wieder pflegt, will er nach Kanada fliegen – ein alter Traum der Freunde. Nachdem weder Lisa ihren Vater übers Handy erreichen kann, noch Florian Leitner seinen Vater, sind beide beunruhigt. Ein Telefonat mit einer Flughafenangestellten ergibt, dass Leitner und Huber nicht eingecheckt haben. Lisa macht sich nun zunehmend Sorgen und begibt sich mit ihrem Ex-Freund Florian auf die Strecke, die zum Flughafen führt. Dabei bewahrheitet sich, dass das Schlimmste eingetreten ist, was hätte passieren können. Sebastian Leitner und Lorenz Huber sind mit ihrem Wagen eine Klamm hinuntergestürzt, jede Hilfe kommt zu spät. Die Erkenntnis, dass sie nichts mehr machen können, trifft vor allem Lisa mit aller Härte.
Zur selben Zeit haben bei Marie die Wehen eingesetzt. Alles geht so schnell, dass sie ihr Kind im Ziegenstall bekommt. Georg Leitner, den Lisa zu ihrer Schwester geschickt hatte, ist bei, um sie, so gut es ihm möglich ist, zu unterstützen. In dieser emotionalen Situation gesteht Marie Georg endlich, dass er der Vater der kleinen Fritzi ist. Sie hatte ihn zuvor den Namen für den Säugling aussuchen lassen. In diesen glücklichen Moment hinein klingelt Georgs Handy und sein Bruder teilt ihm mit, was passiert ist.
Als die Beerdigung ansteht, kommt es erneut zu so etwas wie einem Zerwürfnis zwischen Georg und Marie. Zur Trauerfeier erscheinen auch Sebastians geschiedene Frau Henriette sowie sein Bruder Karl und Karls Adoptivsohn Tom. Der Pfarrer greift die Geschichte noch einmal auf, die die beiden Männer verbunden hat, eine Geschichte von Liebe, Leid und Hass, aber auch wahrer Größe und letztendlich von Versöhnung und wahrer Freundschaft.
Karl erzählt, dass er fast in der ganzen Welt unterwegs gewesen sei und auch wie es dazu gekommen ist, dass er nun Tom hat. Am späteren Abend leistet Florian Lisa noch Gesellschaft. Als er sie küssen will, weist sie ihn jedoch ab, es sei vorbei mit ihnen, und das schon lange. Bei der Bank erfährt Lisa zu ihrem Entsetzen anderentags von Martin Gerlach, dass ihr Vater den Scheck, den er von Sebastian Leitner bekommen hatte, vor seinen Augen zerrissen habe. Außerdem erzählt Gerlach noch, dass Sebastian Leitner und ihr Vater nach ihrer Rückkehr aus Kanada bei einem Notar das kostbare Weideland, das auf Sebastian im Grundbuch eingetragen ist, auf Lisa überschreiben lassen wollten. Ihr Vater habe das so gewollt, weil sie immer so sehr darum gekämpft habe. „Marie und Du“, meint Martin noch, „ihr wart sein Leben.“ 
Georg und besonders Florian gehen mit ihrer Mutter Henriette hart ins Gericht, weil sie sie damals nach dem Tod ihres kleinen Bruders allein gelassen hat. Lisa wiederum hört nicht auf den Rat Maries, so kurz nach dem Tod der Väter Florian mit ihrer Forderung nach Überschreibung der Weiden zu konfrontieren. Er erteilt ihr eine herbe Abfuhr. Karl wiederum wird von seinem Sohn durchschaut. Er habe in der ganzen Welt einen Platz gesucht, wohin er gehöre und keinen gefunden. Man sehe doch sofort, dass dieser Platz hier sei.
Lisa ist wild entschlossen, das Weideland zurückzubekommen. Marie macht ihrer Schwester jedoch mit aller Entschiedenheit klar, dass sie keinen Streit mehr zwischen den Familien will. Ihr Kind sei sowohl Huber als auch Leitner und sie wolle nicht, dass der Streit, den die Großväter der Kleinen beigelegt hätten, wieder anfange und Fritzi eines Tages zerreiße. Wenn Lisa das nicht verstehe, solle sie gehen.
Georg bekommt zufällig ein Gespräch zwischen seiner Mutter und Karl mit, aus dem hervorgeht, dass Karl der Vater seines Bruders ist. Am selben Abend hat Henriette ihre Söhne zum Essen eingeladen, sie will ihnen etwas Wichtiges sagen. Die Umstände, unter denen Florian nun erfährt, dass Sebastian nicht sein Vater ist, könnten unglücklicher nicht sein. Während Florian verloren am Grab des Mannes steht, der für ihn sein Vater war, versöhnen sich Marie und Lisa wieder.

## Produktion

### Drehorte, Produktionsnotizen
Der fünfte Film der ARD-Heimatfilmreihe wurde unter dem Arbeitstitel Daheim in den Bergen – Leben und Tod zeitgleich mit dem nachfolgenden sechsten Film Auf neuen Wegen vom 13. August bis zum 16. Oktober 2019 an Schauplätzen im Allgäu gedreht. Die Aufnahmeleitung hatten Laura Einmahl und Keke Pietzke inne, die Produktionsleitung Edgar Cox und die Herstellungsleitung Oliver Nommsen sowie Kirsten Frehse für die ARD Degeto.
Die Titelmusik Irgendwas wird von Yvonne Catterfeld feat. Bengio gesungen.

### Veröffentlichung
Die Erstausstrahlung des Films fand am 12. Juni 2020 im Programm der ARD Das Erste im Rahmen der Reihe „Endlich Freitag im Ersten“ statt.

## Rezeption

### Einschaltquote
Das Erste konnte mit dem Film 3,26 Millionen Zuschauer verbuchen, was einen Marktanteil von 13,4 Prozent ergab.

### Kritik
Die Bewertung durch die Redaktion von TV Spielfilm fiel weniger gut aus, man zeigte mit dem Daumen zur Seite, vergab für Humor und Spannung je einen von drei möglichen Punkten und war der Meinung: „Der Groschenroman im TV-Film-Gewand trägt die Melodramatik ein wenig dick auf.“ Fazit: „Und die Musi schluchzt durchdringend dazu“.
Hans Czerny befasste sich für das Fernsehmagazin Prisma mit dem Film Väter, der „großes Drama“ biete, da die Familien-Oberhäupter bei einem Autounfall sterben, es aber „auch neues Leben auf dem Almhof“ gebe. Weiter führte Czerny aus: „Der fünfte Teil der Dank ihrer ‚preußischen‘ Protagonisten recht städtisch wirkenden Alpensaga greift einmal mehr ins volle Leben. Auch die unwahrscheinlichsten Melo-Basteleien (Drehbuch: Jens Urban, Brigitte Müller) bekommen unter der Regie von Annette Ernst  eine erstaunliche szenische Durchschlagskraft.“ Zur Beerdigungsszene stellte der Kritiker fest: „Das nimmt sich wie ein Gemälde von Leibl aus, wie sie alle dasitzen in ihren Lodenjankern und Dirndln.“ […] „Für Freunde saftiger Seifenopern“ sei „das zweifellos ein Fest – was da nicht alles hochgekocht“ werde „an alten Liebesgeschichten und Grundstücksquerelen im Schnelldurchlauf“. […] „Was die Optik“ betreffe, so bestehe „an Almpanoramen endlich kein Mangel mehr“.